# Cryptanthus marginatus
Cryptanthus marginatus är en gräsväxtart som beskrevs av Lyman Bradford Smith. Cryptanthus marginatus ingår i släktet Cryptanthus, och familjen Bromeliaceae. Inga underarter finns listade i Catalogue of Life.